# نیلی بلاک
نیلی بلاک (به زبان عبری: נילי בלאק؛ زاده ۱۶ ژانویهٔ ۱۹۹۵) مبارز کیک‌بوکسینگ و موای تای (تای بوکسینگ) اهل اسرائیل است.
در سال ۲۰۱۵، وی برنده مدال طلا از مسابقات جهانی کیک‌بوکسینگ شد. در سال ۲۰۱۶، در سن ۲۰ سالگی، بلاک برنده هفدهمین دوره از مسابقات جهانی فدراسیون بین‌المللی موایتای آماتور شد.

## اوائل زندگی
بلاک در بالتیمور، مریلند، ایالات متحده آمریکا زاده شد. وی یهودی می‌باشد و خود را «یهودی سنتی» توصیف می‌کند.
پدر وی دندانپزشک است. وی در ۲ سالگی به همراه خانواده خود از مریلند، ایالات متحده به اسرائیل مهاجرت (علیا) کردند.
اکنون آن‌ها در محله‌های مذهبی رامت بیت شمش، بیت شمش، اسرائیل سکونت دارند.
رینا، مادر وی داوطلبانه به عنوان پلیس مرزبان در نیروی دفاعی اسرائیل مشغول خدمت شد.

## حرف کیک‌بوکسینگ و موای تای
زمانی که وی ۱۰ سال داشت، مادرش بلاک را وادار به یادگیری کیک‌بوکسینگ کرد، به طوری که وی بتواند از خود دفاع شخصی کند.
وی در کیک‌بوکسینگ آکادمی در ورزشگاه تدی در اورشلیم تعلیم و تربیت داده شد. بنی کوگان، مربی تمام وقت بلاک بوده، کسی که مربی کیک‌بوکسینگ و موای تای ملی اسرائیل می‌باشد، همچنین بلاک توسط ادی یوسوپوف تعلیم و تربیت شده‌است.
در سال ۲۰۱۶، در سن ۲۰ سالگی، بلاک برای نخستین‌بار برنده هفدهمین دوره از مسابقات جهانی فدراسیون بین‌المللی موایتای آماتور در بخش ۶۰کیلوگرم در یونشوپینگ، سوئد شد.
در اکتبر ۲۰۱۷، وی برنده مدال طلای مسابقات اروپا تای بوکسینگ در بخش زنان ۶۰کیلوگرم در پاریس، فرانسه شد.